# Krueng Tinggai
Krueng Tinggai is een bestuurslaag in het regentschap Aceh Barat van de provincie Atjeh, Indonesië. Krueng Tinggai telt 367 inwoners (volkstelling 2010).